# Hercules-templom (Ammán)
Az ammáni Hercules-templom a jordán főváros központjában található citadella része. A templomból mára csak romok maradtak.
A Herculesnek ajánlott templomot 162 és 166 között, Geminius Marcianus kormányzósága alatt építették. A tervek szerint nagyobb lett volna bármely akkori római templomnál. Az épületet egy időszámítás előtti ammonita Moloch-templom helyén állították, kelet felé tájolva. 
A templom oszlopcsarnoka hat darab, egyenként nagyjából 11 méteres oszlopból állt. Alapjának hosszabbik oldala 31 méter, a rövidebb pedig 26 méter, a hozzá kapcsolódó szent terület 122 méter hosszú és 72 méter széles. A régészek valószínűnek tartják, hogy az építményt nem fejezték be. Az 5-6. században köveit, oszlopait beépítették egy keresztény templomba. Az oszlopokat, amelyek a belső szentély előterében álltak, 1993-ban állították fel ismét. 
A közelben egy ókori szobor hatalmas márványujjai hevernek. A Hercules-templom makettje a keleti kutatások amerikai központjában látható, Ammánban.

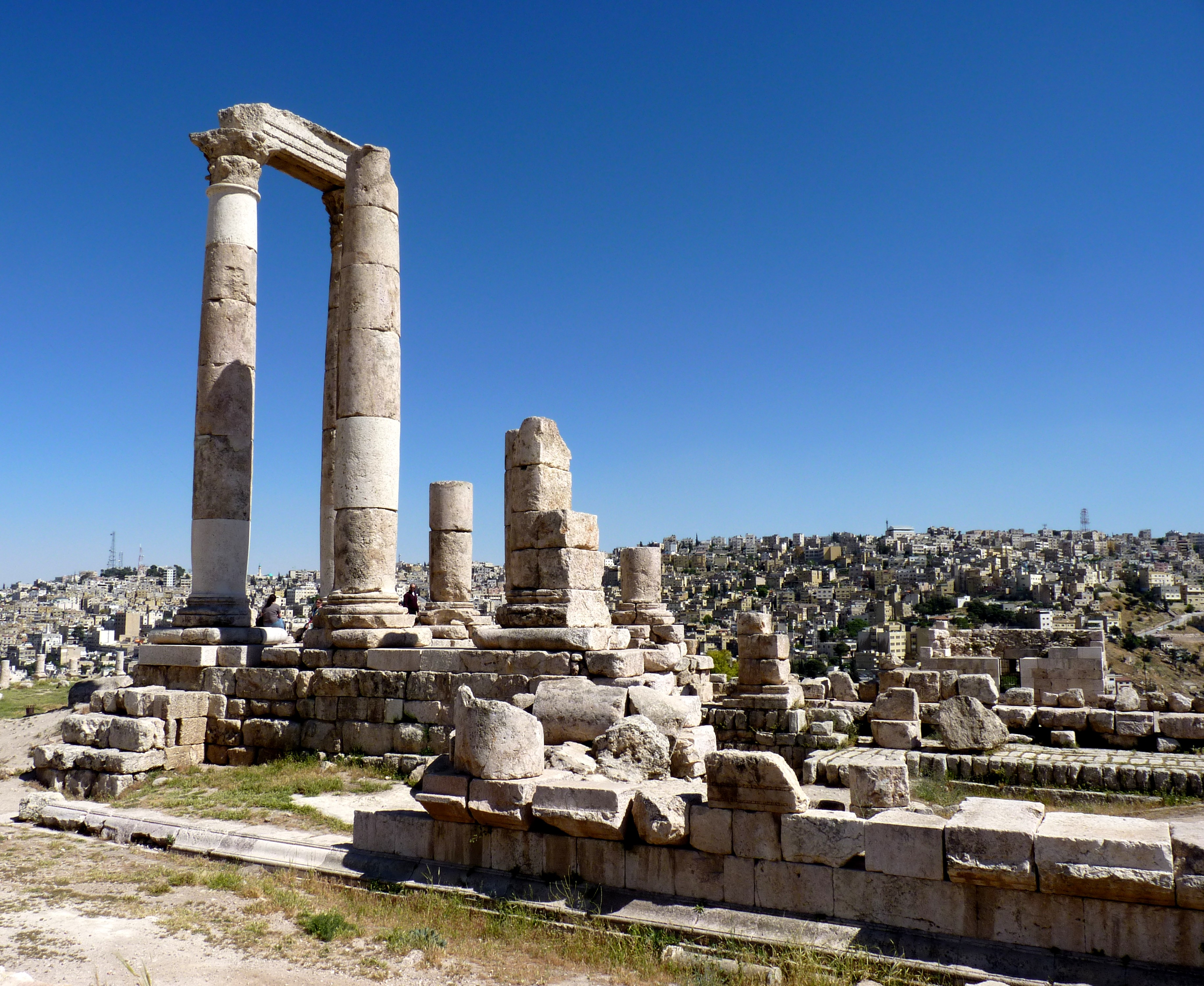
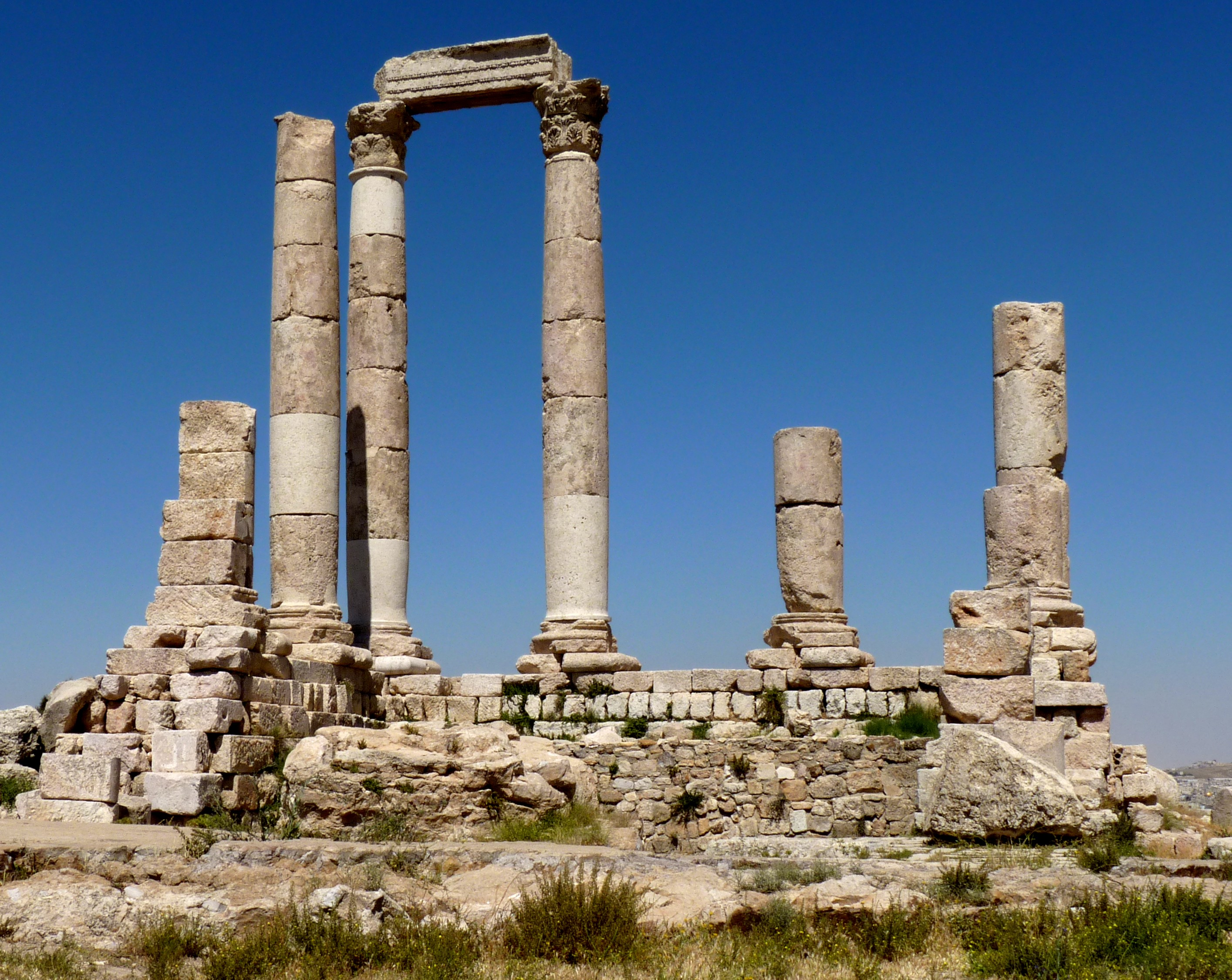
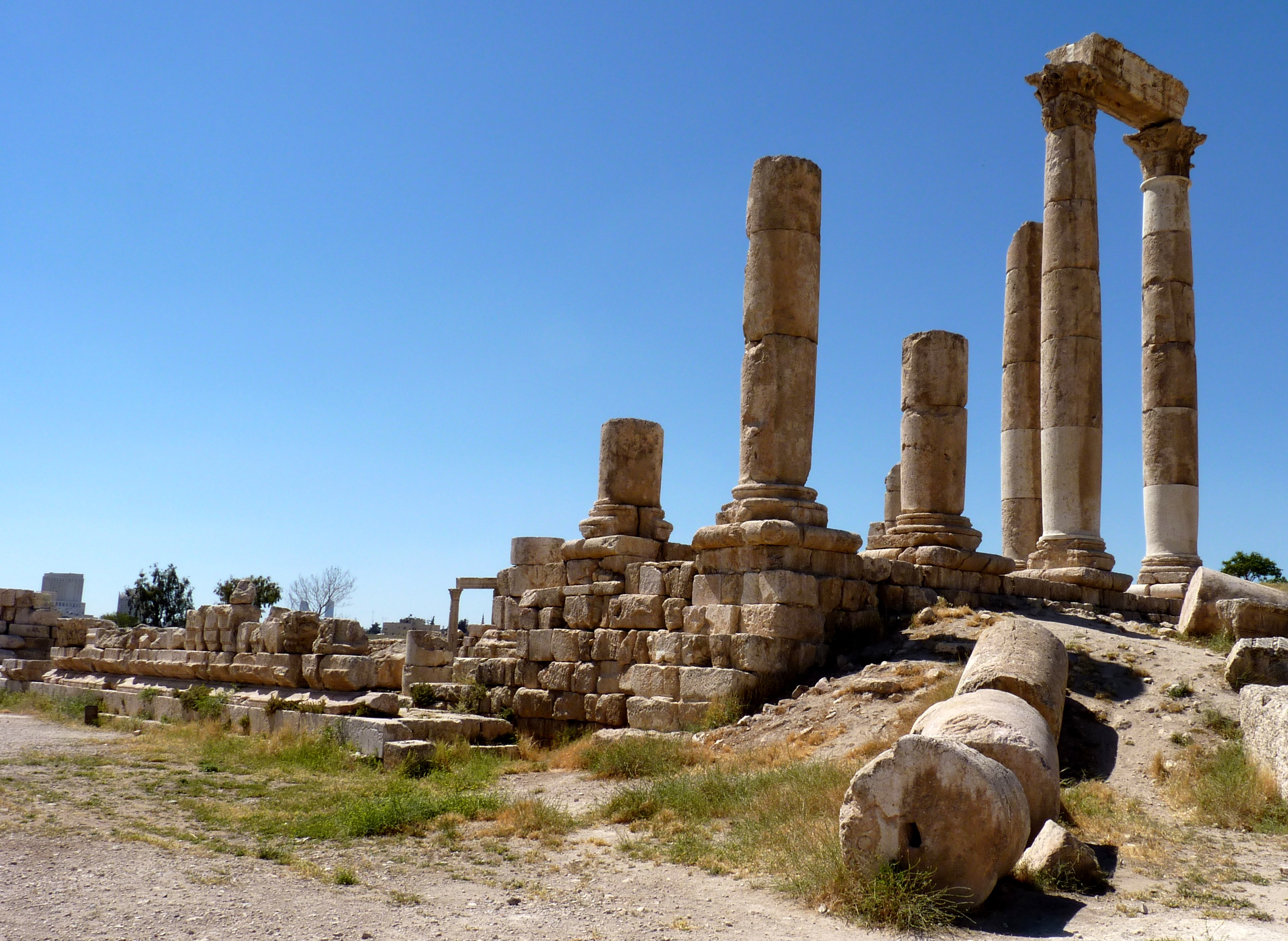